# 涿郡
涿郡（たく-ぐん）は、中国にかつて存在した郡。漢代および隋代に、現在の河北省と北京市にまたがる地域に設置された。

## 歴史
前漢の高祖劉邦が設置した。郡治は涿県。涿・遒・穀丘・故安・南深沢・范陽・蠡吾・容城・易・広望・鄚・高陽・州郷・安平・樊輿・成・良郷・利郷・臨郷・西郷・陽郷・益昌・饒陽・中水・武垣・高郭・阿陵・阿武・新昌の29県を管轄した。『漢書』によれば前漢末に19万5607戸、78万2764人があった。
王莽のとき、垣翰郡（えんかんぐん）と改称された。後漢が建てられると、涿郡の称にもどされた。
後漢のとき、涿郡は涿・遒・故安・范陽・容城・良郷・方城・北新城の8県を管轄した。
三国時代に魏の文帝により涿郡は范陽郡と改称された。
583年（開皇3年）、隋が郡制を廃すると、范陽郡は廃止されて、幽州に編入された。607年（大業3年）に州が廃止されて郡が置かれると、幽州は涿郡と改称された。涿郡は薊・良郷・安次・涿・固安・雍奴・昌平・懐戎・潞の9県を管轄した。
618年（武徳元年）、唐により涿郡は幽州と改められ、涿郡の呼称は姿を消した。